# Санаторій «Красний Вал»
Санаторій «Красний Вал» (рос. Санаторий «Красный Вал») — містечко у Лузькому районі Ленінградської області Російської Федерації.
Населення становить 76 осіб. Належить до муніципального утворення Скребловське сільське поселення.

## Історія
Згідно із законом від 28 вересня 2004 року № 65-оз належить до муніципального утворення Скребловське сільське поселення.

## Населення
| 1939 | 1961 | 1997 | 2007 | 2010 |
| ---- | ---- | ---- | ---- | ---- |
| 1061 | ↘300 | ↘120 | ↘100 | ↘76  |